# LAN
 For alternative betydninger, se LAN (flertydig). (Se også artikler, som begynder med LAN)
LAN (local area network) er et lokalt datanet, der typisk spænder op til 5 km i diameter (nogle bygninger).
Ordet "LAN" eller "LAN-party" bliver også brugt om større og mindre computerbegivenheder. Folk tager typisk deres egen computer med og tilslutter sig til et netværk med andre mennesker for at spille sammen og udveksle filer med en høj hastighed.
Der er næsten ingen grænser for, hvor mange, der kan tilsluttes.
| Telekommunikation | Spire Denne artikel om telekommunikation er en spire som bør udbygges. Du er velkommen til at hjælpe Wikipedia ved at udvide den. |